# Episodi di Narcos: Messico (seconda stagione)
La seconda stagione della serie televisiva Narcos: Messico, composta da 10 episodi, è stata interamente distribuita su Netflix il 13 febbraio 2020, in tutti i paesi in cui il servizio è disponibile.
| nº | Titolo originale                   | Titolo italiano                    | Pubblicazione    |
| -- | ---------------------------------- | ---------------------------------- | ---------------- |
| 1  | Salva El Tigre                     | Salvate la tigre                   | 13 febbraio 2020 |
| 2  | Alea Iacta Est                     | Il dado è tratto                   | 13 febbraio 2020 |
| 3  | Ruben Zuno Acre                    | Ruben Zuno Arse                    | 13 febbraio 2020 |
| 4  | The Big Dig                        | Il grande scavo                    | 13 febbraio 2020 |
| 5  | AFO                                | L'Organizzazione Arellano Félix    | 13 febbraio 2020 |
| 6  | El Dedazo                          | L'investitura                      | 13 febbraio 2020 |
| 7  | Truth and Reconciliation           | Verità e riconciliazione           | 13 febbraio 2020 |
| 8  | Se Cayó El Sistema                 | Il sistema è andato in tilt        | 13 febbraio 2020 |
| 9  | Growth, Prosperity, and Liberation | Crescita, prosperità e liberazione | 13 febbraio 2020 |
| 10 | Free Trade                         | Libero scambio                     | 13 febbraio 2020 |

## Salvate la tigre
- Titolo originale: Salva El Tigre
- Diretto da: Andrés Baiz
- Scritto da: Carlo Bernard e Johnny Newman

### Trama
L'8 Gennaio 1986, Félix festeggia il suo quarantesimo compleanno con i capi delle sue piazze. Félix incontra Pacho Herrera del cartello di Cali per richiedere il pagamento dei debiti che gli devono, poiché ha mantenuto la sua organizzazione operativa con i propri fondi. Herrera respinge la sua richiesta citando l'aumento dei sequestri da parte degli americani che lo hanno preso di mira in seguito all'esecuzione di Camarena. Isabella si reca in Colombia per acquistare la propria scorta di cocaina. L'agente della DEA Walt Breslin inizia l'operazione Leyenda rapendo Delgado, il medico che ha aiutato nella tortura di Kiki Camarena tenendolo sveglio con l'adrenalina e costringendolo a fare il nome del torturatore Sergio Verdín, un agente della DFS. La squadra di Breslin rapisce Verdín per le strade dopo uno scontro a fuoco avvenuto con le guardie del corpo.

## Il dado è tratto
- Titolo originale: Alea Iacta Est
- Diretto da: Amat Escalante
- Scritto da: Eric Newman e Eva Aridjis

### Trama
Félix viaggia per incontrare Juan Nepomuceno Guerra, capo del Cartello del Golfo che si occupa principalmente di oppio, per stringere una nuova partnership, creare un monopolio sull'importazione di cocaina in America e togliere opzioni ai cartelli colombiani. Breslin tortura Verdín, ma Verdín è stato addestrato a resistere alla tortura e cede solo dopo che gli sparano allo stomaco. Dà loro il nome del proprietario della tenuta dove fu torturato Camarena: Rubén Zuno Arce.

## Ruben Zuno Arse
- Titolo originale: Ruben Zuno Arse
- Diretto da: Amat Escalante
- Scritto da: Clayton Trussell

### Trama
Zuno si nasconde a Puerto Vallarta con una guardia pesantemente armata fornita da suo zio, il Segretario alla Difesa del Messico. L'operazione Leyenda quindi spaventa Zuno facendolo fuggire dalla sua tenuta sorvegliata, il suo jet viene dirottato in Texas e lui viene arrestato. Nel frattempo, Amado aiuta Acosta a porre fine a una faida che stava impedendo a Acosta di aiutare a completare le piste di atterraggio. Aumentano le tensioni tra le piazze di Sinaloa e Tijuana quando Félix impone una tassa su Sinaloa per il trasporto attraverso Tijuana.

## Il grande scavo
- Titolo originale: The Big Dig
- Diretto da: Marcela Said
- Scritto da: Doug Miro e Alec Ziff

### Trama
Zuno dà alla DEA i nomi di suo zio e Félix come quelli che sapevano del rapimento e dell'esecuzione di Camarena, ma poi davanti al Grand Jury nega le sue dichiarazioni, ponendo di fatto fine all'operazione Leyenda come indagine ufficiale sulla morte di Camarena. Dopo che un aereo di proprietà del contrabbandiere di armi Juan Matta-Ballesteros, sostenuto dalla CIA, viene abbattuto mentre si dirige verso i Contras nicaraguensi, Félix incontra la CIA per offrire la sua assistenza e prende il controllo delle rotte di Matta per la CIA. A Sinaloa  El Chapo prende in mano la situazione e acquista proprietà fuori Tijuana su entrambi i lati del confine tra Stati Uniti e Messico con l'intenzione di costruire un tunnel. Isabella fa un patto con Enedina Arellano Félix della piazza di Tijuana per trasportare la sua cocaina alle spalle di Félix Gallardo.

## L'Organizzazione Arellano Félix
- Titolo originale: AFO
- Diretto da: Marcela Said
- Scritto da: Carlo Bernard, Clayton Trussell e Johnny Newman

### Trama
Breslin e il suo team vengono a sapere dell'escalation del conflitto tra le piazze di Sinaloa e Tijuana. I Sinaloensi ritirano il loro prodotto da Tijuana e iniziano a portarlo attraverso il tunnel, che viene poi scoperto dal team della DEA. La squadra di Breslin quindi fa trapelare le informazioni alla piazza di Tijuana che si vendica distruggendo il tunnel e uccidendo tutti quelli che si trovano nel tunnel con El Chapo che fugge dall'altra estremità del tunnel. Félix porta Amado a incontrare il cartello di Cali a Panama per imporre il suo monopolio sul trasporto di cocaina ed entrare nella vendita diretta del prodotto in America utilizzando Amado e le sue piste di atterraggio a Ciudad Juárez. Tuttavia, Félix viene tradito da Guerra che ha stretto un accordo direttamente con i colombiani per il trasporto di cocaina. Per coprire la sua sorpresa, chiede al cartello quanta più cocaina possa fornire e accetta di trasportarne circa 70 tonnellate.

## L'investitura
- Titolo originale: El Dedazo
- Diretto da: Andrés Baiz
- Scritto da: Carlo Bernard

### Trama
Avendo bisogno di un trasporto per la cocaina, Amado inizia ad acquistare jet e, dopo aver saputo dell'incontro di Panama, la squadra di Breslin segue Amado a un'asta e posiziona i localizzatori sui jet che ha acquistato. Usando i localizzatori, trovano la pista fuori Juárez. A seguito di un fallito tentativo di assassinio su di lui da parte di Guerra, Félix va a Sinaloa per cercare di visitare la sua ex moglie e i suoi figli. Intanto le piazze di Tijuana e Sinaloa accettano di fare la pace.

## Verità e riconciliazione
- Titolo originale: Truth and Reconciliation
- Diretto da:  Amat Escalante
- Scritto da: Clayton Trussell

### Trama
Il capo della piazza Sinaloa Hector palma Salazar chiama il capo della piazza di Juárez Pablo Acosta Villarreal e gli propone di unirsi contro Félix, ma viene registrato da Aguilar, il comandante corrotto della DFS che aveva lavorato con Acosta e Amado a Juárez. Félix ordina quindi a Azul di giustiziare Palma. Quest'ultimo fugge dopo che sua moglie viene informata dal suo amante Clavel, l'autista di Félix. Nel frattempo, Acosta incontra Breslin per un accordo che lo tirerebbe fuori dal traffico di esseri umani in cambio di Félix Gallardo. Félix avvia un piano per ottenere influenza con il nuovo candidato alla presidenza del PRI nelle elezioni del 1988, utilizzando i nuovi computer di polling per influenzare la percezione del pubblico il giorno delle elezioni.

## Il sistema è andato in tilt
- Titolo originale: Se Cayó El Sistema
- Diretto da:  Amat Escalante
- Scritto da: Doug Miro

### Trama
Acosta va alla stampa americana e rilascia un'intervista sul traffico attraverso il Messico. Breslin trova Acosta in una piccola città di confine per offrirgli un accordo di immunità, ma questi viene ucciso in un attacco congiunto della DFS e dell'FBI alla città. Félix è a Città del Messico per supervisionare i risultati delle elezioni con i computer che mostrano risultati falsi dai seggi elettorali che portano a una minore affluenza alle urne, ma bloccano il sistema quando altri si insospettiscono. Félix quindi fa andare le sue piazze ai seggi elettorali e altera i risultati delle elezioni per una vittoria del PRI. Successivamente bruciano le schede fisiche. Herrera informa Félix che le sue 70 tonnellate di cocaina sono pronte per il ritiro e Amado deve correre a preparare i suoi aerei in tempo; Amado quindi trova i localizzatori sugli aerei.

## Crescita, prosperità e liberazione
- Titolo originale: Growth, Prosperity, and Liberation
- Diretto da:  Andrés Baiz
- Scritto da: Clayton Trussell

### Trama
Félix si riconcilia con la sua ex moglie Maria. Amado riceve il carico di cocaina in Chiapas, ma non riparte quando gli aerei vengono inviati a Juárez. Breslin e il suo team intercettano gli aerei sulla pista e tentano di bruciare la coca, ma si scopre che è un’imboscata e la maggior parte della squadra viene uccisa. La vera spedizione arriva a Juárez il giorno successivo, dove Félix la divide equamente tra le piazze mentre Breslin viene riassegnato.

## Libero scambio
- Titolo originale: Free Trade
- Diretto da:  Andrés Baiz
- Scritto da: Carlo Bernard

### Trama
Venti tonnellate di cocaina del colombiano vengono sequestrate dalla DEA a Sylmar, in California. Félix usa quanto accaduto come leva per farsi dare dai colombiani la cocaina per la vendita al dettaglio in America. Seguendo le richieste dei boss della piazza, Félix concede la clemenza a Palma per il suo tradimento pianificato, ordinando però a Clavel di uccidere la moglie di Palma e i suoi figli, che vengono gettati da un ponte come messaggio ai capi. Maria, saputolo, caccia Félix fuori di casa e gli vieta di rivedere i suoi figli. In una riunione delle piazze, Félix informa i capi del loro nuovo obiettivo di avviare le vendite e la distribuzione negli Stati Uniti. Tutti i boss della piazza si ritirano quindi dalla federazione, con la famiglia Arellano Félix che forma il cartello di Tijuana, Azul, Palma e Chapo che formano il Cartello di Sinaloa, infine Amado e Aguilar che iniziano a guidare del cartello di Juárez. Il cartello di Tijuana utilizza il contatto di Isabella in Colombia per procurarsi la propria fornitura di cocaina mentre Amado contatta direttamente Herrera per dare al cartello di Cali un'altra opzione per trasportare la loro fornitura attraverso il Messico. L'8 Aprile 1989 Félix viene arrestato a casa sua a Guadalajara da Calderoni come segnale del governo messicano di star rispettando lo sforzo di porre fine al traffico di droga per essere incluso in quello che sarebbe diventato il NAFTA. Breslin incontra in prigione Félix, che procede a delineare il caos imminente che sarà causato dalle controversie tra i nuovi cartelli e che alla fine sfocerà nella guerra alla droga messicana.